# ویلا بالیرا

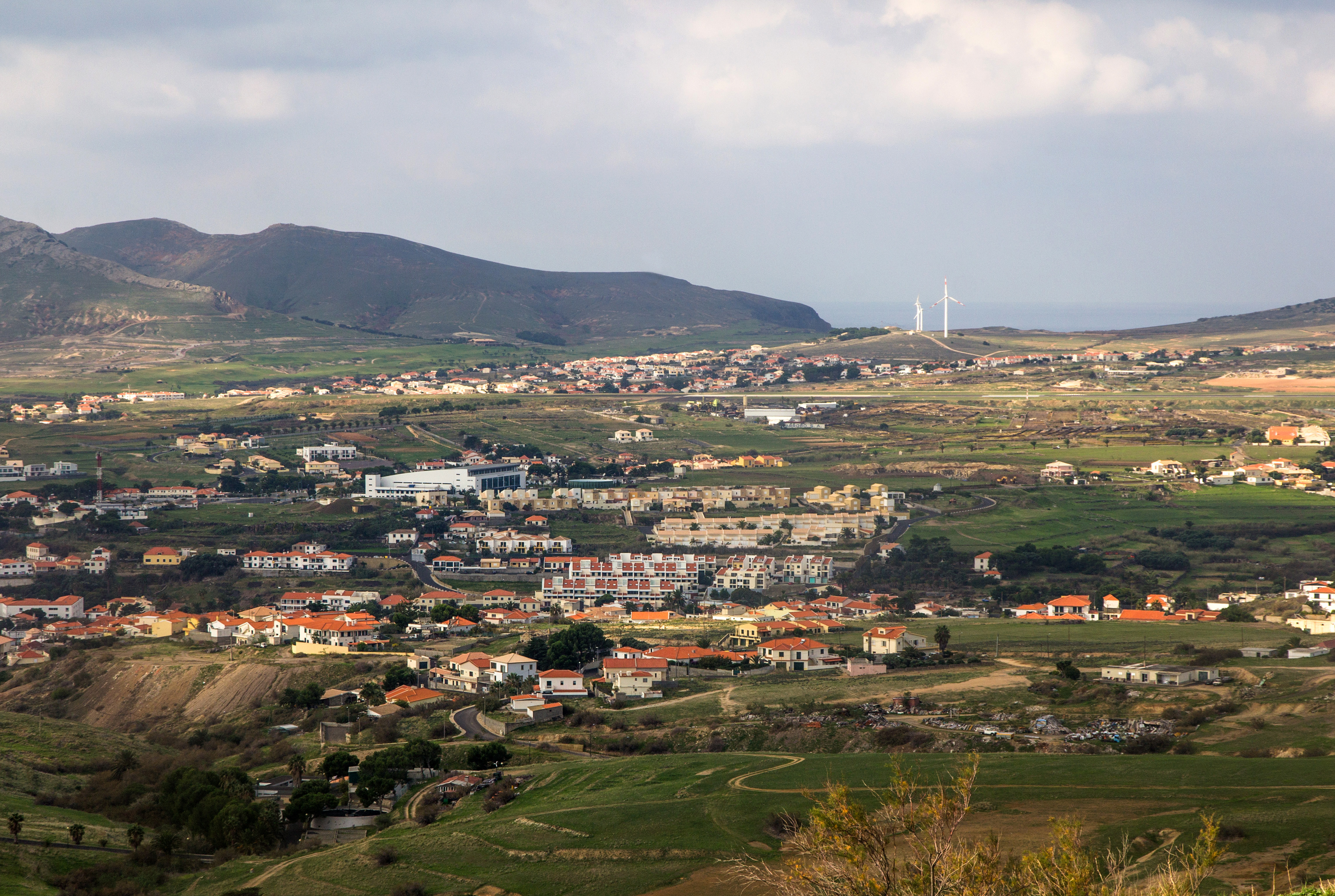
استان پورتو سانتو.

ویلا بالیرا (پرتغالی: Vila Baleira) یکی از شهرهای کشور پرتغال است. که در استان پورتو سانتو واقع شده‌است و همچنین دارای ۴٬۴۷۵ نفر جمعیت است و در تاریخ ۲ اوت ۱۹۹۶ به عنوان شهر شناخته شد.